# U 424
U 424 war ein deutsches Unterseeboot des Typs VII C. Diese U-Bootklasse wurde auch „Atlantikboot“ genannt. Es wurde durch die Kriegsmarine während des U-Boot-Krieges im Nordatlantik eingesetzt.

## Technische Daten
Nach der Eingliederung der Freien Stadt Danzig in das Deutsche Reich wurde die Danziger Werft AG durch die Kriegsmarine in das U-Bootbauprogramm miteingebunden und mit dem jährlichen Bau von einem Dutzend VII C-Booten beauftragt. Bis zur Einnahme der Stadt durch die Rote Armee fertigte die Werft insgesamt 42 U-Boote dieses Typs. U 424 war Teil des sechsten Bauauftrags an diese Werft, der insgesamt vier Boote des Typs VII C umfasste. Ein solches Boot hatte eine Länge von 67 m und eine Verdrängung von 865 m³ unter Wasser. Es wurde von zwei Dieselmotoren angetrieben, die eine Geschwindigkeit von 17 kn (31,6 km/h) gewährleisteten. Ein VII C-Boot hatte hierbei eine maximale Reichweite von 6500 sm. Unter Wasser kamen üblicherweise die beiden je 375 PS starken Elektromotoren zum Einsatz, die eine Geschwindigkeit von 7 kn (12,6 km/h) erbrachten. Die Bewaffnung bestand bis 1944 aus einer 8,8-cm-Kanone und einer 2,0-cm-Flak an Deck sowie vier Bugtorpedorohren und einem Hecktorpedorohr.

## Einsatz und Geschichte
Bis zum September des Jahres 1943 gehörte U 424 der 8. U-Flottille, einer Ausbildungsflottille, an und war in Danzig stationiert. Von hier aus unternahm das Boot Ausbildungsfahrten in der Ostsee zum Training der Besatzung. Auf seiner ersten Feindfahrt führte Kommandant Lüders das Boot im Herbst von Kiel über Drontheim ins Operationsgebiet im Nordatlantik und östlich von Neufundland. Am 15. Dezember lief U 424 in Brest ein, dem Stützpunkt der 1. Flottille, wo das Boot von nun an stationiert war. Zu seiner zweiten Unternehmung lief das Boot am 29. Januar 1944 aus. Als Operationsgebiet war das Seegebiet südlich und westlich Irlands vorgesehen.

## Verlust des Bootes
Um ihre Schiffe vor den deutschen U-Booten zu schützen, die nach den Maßgaben der von Karl Dönitz entwickelten Rudeltaktik Jagd auf Konvois machten, stellten die Alliierten sogenannte „Escort-Groups“ zusammen, die aus mehreren kleineren Kriegsschiffen bestanden, die für die U-Bootjagd trainiert waren. Der Schutz des großen kombinierten, aus SL 147 und MKS 38 zusammengestellten Geleitzugs, der Anfang Februar 1944 den Atlantik überquerte, oblag der 2. Escort Group der britischen Navy. Hierzu gehörten die Sloops Wild Goose und Woodpecker, die in einem koordinierten Angriff bereits am 8. Februar U 762 versenkt hatten. Drei Tage später erfasste das ASDIC der Wild Goose  schließlich U 424. Unterstützt von der Woodpecker belegte die britische Sloop, das Boot in drei Anläufen mit Wasserbomben.  Eine mit Wrackteilen gespickte Öllache, die sich im Anschluss an einige heftige Unterwasserdetonationen an der Wasseroberfläche bildete, zeigte schließlich den Untergang von U 424 an.